# Robert Huntington (orientaliste)
Robert Huntington (né à Deerhurst en 1637, mort à Dublin en 1701) est un ecclésiastique, orientaliste et collectionneur de manuscrits anglais. Il occupa le poste de provost au Trinity College de Dublin et celui d'évêque de Raphoe. 

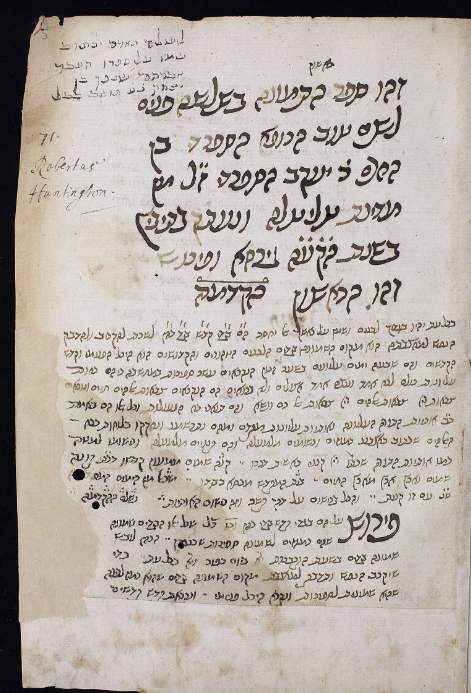
Manuscrit d'un texte kaballistique collecté par Huttington et conservé à la Bibliothèque bodléienne.

## Biographie
Après des études de langues orientales à Oxford, il obtient le poste d’aumônier de la Compagnie du Levant à Alep en 1670. Il reste au Proche-Orient pendant onze ans, obtenant plus de 600 manuscrits, majoritairement en arabe et en hébreu, correspondant notamment  avec Narcissus Marsh, John Fell, Edward Pococke et Edward Bernard (en). Le 14 juillet 1681, il démissionne de son aumônerie, voyageant en Europe avant de s'établir au Merton College. Consacré évêque de Raphoe en 1701, il meurt peu après d'une maladie. Son corps repose près de la chapelle du Trinity College. Sa collection de manuscrits rares a été donnée ou vendue en partie au Merton et au Trinity College, principalement à la Bibliothèque bodléienne, dont des copies coptes des évangiles.